# اچ‌ام‌سی‌اس کوکانی (کی۴۱۹)
اچ‌ام‌سی‌اس کوکانی (کی۴۱۹) (به انگلیسی: HMCS Kokanee (K419)) یک کشتی بود که طول آن ۳۰۱٫۵ فوت (۹۱٫۹ متر) بود. این کشتی در سال ۱۹۴۳ ساخته شد.